# Taharahaus (Bayreuth)

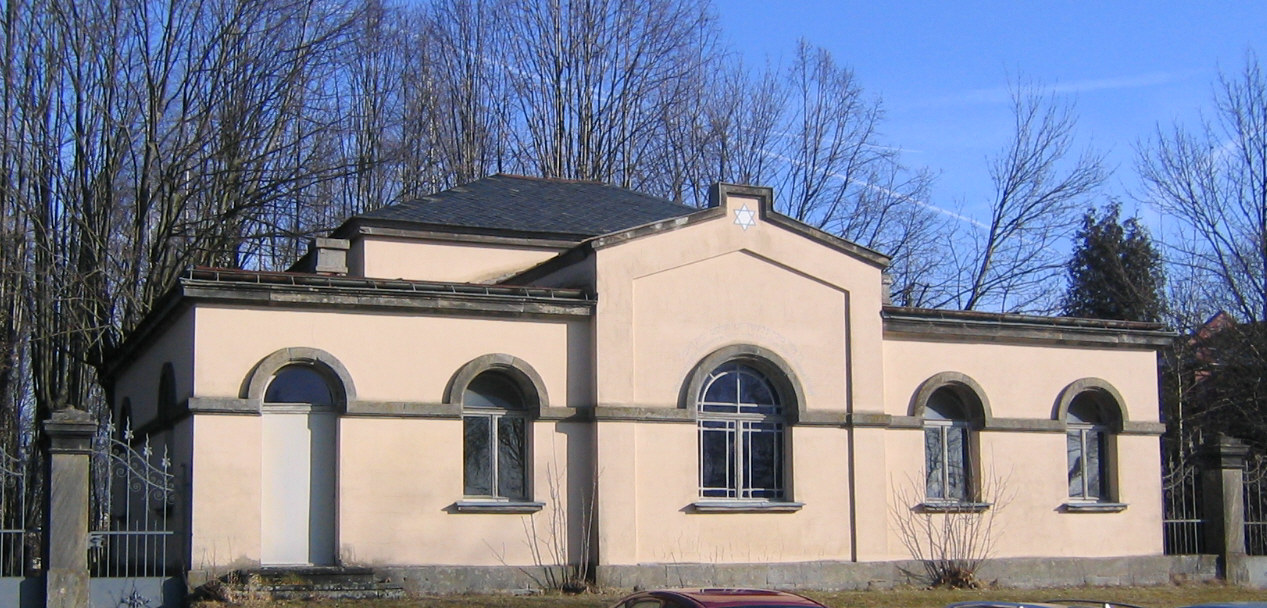
Taharahaus in Bayreuth

Das Taharahaus auf dem jüdischen Friedhof in Bayreuth, einer Stadt im bayerischen Regierungsbezirk Oberfranken, wurde um 1870 errichtet. Das Taharahaus in der Südostecke des Friedhofs ist ein geschütztes Baudenkmal.
Der eingeschossige Putzbau mit Rundbogenfenstern und Walmdach wurde in den letzten Jahren umfassend renoviert.